# Spolni izraz
Spolni izraz je način, na katerega oseba navzven izraža svojo spolno identiteto. Spolni izraz zajema izgled, telesno držo, mimiko in vedenje osebe, ki se družbeno povezujejo z izražanjem spola. Spolni izraz se razlikuje od spolne identitete, ki opisuje posameznikovo notranje doživljanje svojega spola.
V binarnem spolnem sistemu o spolnem izrazu običajno razmišljamo v kategorijah moškosti in ženskosti, vendar lahko spolni izraz posameznika vključuje tako lastnosti, ki so pretežno prepoznane kot moške, ženske, ali pa nobene od teh. 
Spolni izraz običajno odraža spolno identiteto osebe, vendar ni vedno tako. Vrsta spolnega izraza, ki velja za netipičnega za zunanji spol osebe, se lahko označi kot spolno nenormativen. Spolni izraz je ločen in neodvisen tako od spolne usmerjenosti kot od spola, pripisanega ob rojstvu.
Spolna identiteta se lahko izraža z vedenjem, oblačili, pričesko, uporabo ličil, britjem oz. nebritjem in drugimi vidiki zunanjega videza in obnašanja. Izražanje spola se lahko med posamezniki in kulturami zelo razlikuje in ni vedno v skladu s tradicionalnimi spolnimi vlogami ali pričakovanji. Nekateri ljudje lahko izražajo svoj spol na način, ki se običajno povezuje z drugim spolom, izbirajo spolno nevtralen ali androgini izgled, ali pa se glede na situacijo ali kontekst odločijo za drugačen spolni izraz.
Izraz "spolni izraz" se uporablja v Načelih Yogykarta, ki se nanašajo na uporabo mednarodnega prava človekovih pravic v povezavi s spolno usmerjenostjo, spolno identiteto, spolnim izrazom in spolnimi značilnostmi. Spolni izraz je v nekaterih državah tudi merilo za zaščito človekovih pravic. 

## Transspolne in spolno nenormativne osebe
Za transspolne in spolno nenormativne osebe je pravica do svobodnega spolnega izraza ena izmed ključnih človekovih pravic. Spolne manjšine se soočajo s povečano diskriminacijo zaradi svojega spolnega izraza. Diskriminacija na podlagi spolne usmerjenosti je lahko povezana z izražanjem spola osebe. Steph M. Anderson je v študiji, ki jo je opravila, ugotovila, da je v diskriminatornih situacijah spol udeležencev vplival na to, ali so bili dojeti kot LGBT+ osebe ali ne. Osebe, katerih izraz se je ujemal z njihovim pripisanim spolom, so čutile manjši učinek kot tiste, katerih izraz se ni ujemal z njihovim pripisanim spolom.
Na področju zdravstvene oskrbe je ena od raziskav pokazala, da so se osebe z nenormativnim spolnim izrazom med zdravstveno oskrbo soočale z več predsodki. Na primer lezbijke, katerih spolni izraz je bil bolj ženstven, so se v prostorih zdravstvenega varstva počutile bolj udobno kot tiste, katerih izraz se ni ujemal z njihovim pripisanim spolom. Nekatere spolno nenormativne osebe so v študiji izrazile občutke, da je predpostavka o njihovem spolu ali spolnosti zaradi njihovega spolnega izraza omejila njihovo udobje in dostop do zdravstvenega varstva.